# Криворізьке шосе
Криворізьке шосе — магістральна вулиця у Краснопіллі в Чечелівському і частково у Новокодацькому адміністративних районах міста Дніпро й частково у Дніпровському районі області.

## Опис
Криворізьким шосе проходять:
- європейський автошлях E 50 «Брест (Франція) — Махачкала (Росія)»,
- Міжнародний автошлях М 04 «Знам'янка-Ізварине»,
- національний автошлях Н 11 «Дніпро-Миколаїв».

Починається Криворізьким шляхопроводом над залізницею перегону Сухачівка-Зустрічний після злиття Криворізької й Київської вулиць. Йде на південний захід минаючи промислову зону, поворот на Краснопільське кладовище, спускається до Пташиної балки, де приймає одну з головних вулиць Краснопілля — Потічну, піднімається вгору й закінчується де бере початок Південного об'їзного шляху.
Довжина до Дзеркальної вулиці — 5,6 км, до Південного об'їзного шляху (частина національного автошляху Н 08 «Бориспіль-Маріуполь») — 9 км.

## Історія
Автомобільний шлях "Дніпропетровськ - Кривий Ріг - Миколаїв" було зведено після німецько-радянської війни  у 1940-х роках.

## Перехрестні вулиці
- Криворізька вулиця
- Київська вулиця
- Вулиця Гербина
- Потічна вулиця
- Безлісна вулиця
- Заповідна вулиця
- Дзеркальна вулиця

## Будинки і установи
- № 1 — Металобаза
- № 2 - військова частина в/ч Т0310[2] і 1935-й окремий загін (скороченого складу) 26-го об'єднанного загону державної спеціальної служби транспорту (в/ч Т0610)[3]
- № 18а - ТОВ "Виробничо-комерційна фірма Ракета"
- № 24 — 26-й Об'єднаний Загін Державної Спеціальної Служби Транспорту
- № 26 — мотель і кафе «Ковчег»
- № 33 — Мотель «Стоїк»